# Happy Face Entertainment
Happy Face Entertainment (hangul: 해피페이스 엔터테인먼트) – południowokoreańska agencja talentu i wytwórnia płytowa.
Firma została założona przez Ahn Myung-won oraz Kim Young-deuk 15 sierpnia 2008 roku jako Harvest Entertainment (hangul: 풍년 엔터테인먼트). Z dniem 23 stycznia 2009 roku agencja zmieniła nazwę na Happy Face Entertainment.
Pierwszym artystą, który zadebiutował w wytwórni, był Nassun, który razem z Lee Hyo-ri nagrał utwór „U-Go-Girl” wyprodukowany przez E-Tribe.
4 maja 2011 roku zostało ogłoszone, że wytwórnia połączy się z Y-WHO Enterprise – małą agencją rozrywkową założoną przez byłego członka 4men i obecnego członka Vibe – Yoon Min-soo.
W lutym 2019 roku firma ogłosiła, że założyło podwytwórnię Dreamcatcher Company, aby skupić więcej na grupie Dreamcatcher. Po ogłoszeniu debiutu D1CE, Happy Face Entertainment założyło podwytwórnię o nazwie D1CE Company.

## Artyści

### Grupy
Dreamcatcher Company
- Dreamcatcher (wcześniej MINX)

D1CE Company
- D1CE

### Soliści
- E-Tribe

## Byli artyści
- One Two (2009–2010)
- HybRefine (2010–2011)
- Sanchez (2010–2011)
- Bebe Mignon (2010–2012)
  - Haegeum (2010–2012)
  - Park Ga-eul (2010–2012)
- Nassun
- Dal Shabet
  - Viki (2011–2012)
  - Jiyul (2011–2015)
  - Gaeun (2011–2015)
  - Serri (2011–2017)
  - Ah Young (2011–2017)
  - Subin (2011–2017)
  - Woohee (2012–2018)
- 4Men (2011–2017)
  - Kim Young-jae (2008–2014)
- Ben (2011–2017)
- MIIII (2011–2017)
- V.O.S (2015–2017)
- Nam Hyun-joon
- Park Aeri
- HNB (2017–2019)